# .30-40クラグ弾
.30-40クラグ弾（30-40クラグだん）はアメリカ軍が制式採用していた軍用ライフル弾である。新型ライフル弾を選定するために1890年に委員会が設置され、1892年にトライアルが行われ、採用された。
アメリカ軍が初めて制式採用した無煙火薬を使用するライフル弾であるが、命名法が黒色火薬時代の物であり、30口径(7.62 mm)の弾丸を40グレーン(2.59 g)の火薬で打ち出すという意味で30-40と命名されている。

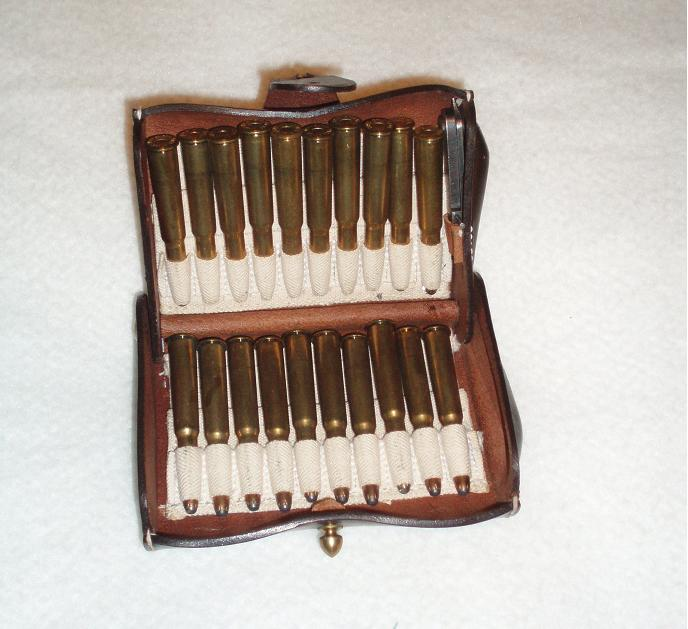
アメリカ軍のクラッグ・ヨルゲンセン・ライフル用弾薬盒（複製品）

## この弾薬を使用する銃
- クラッグ・ヨルゲンセン・ライフル
- ウィンチェスター M1895